# Valley Head

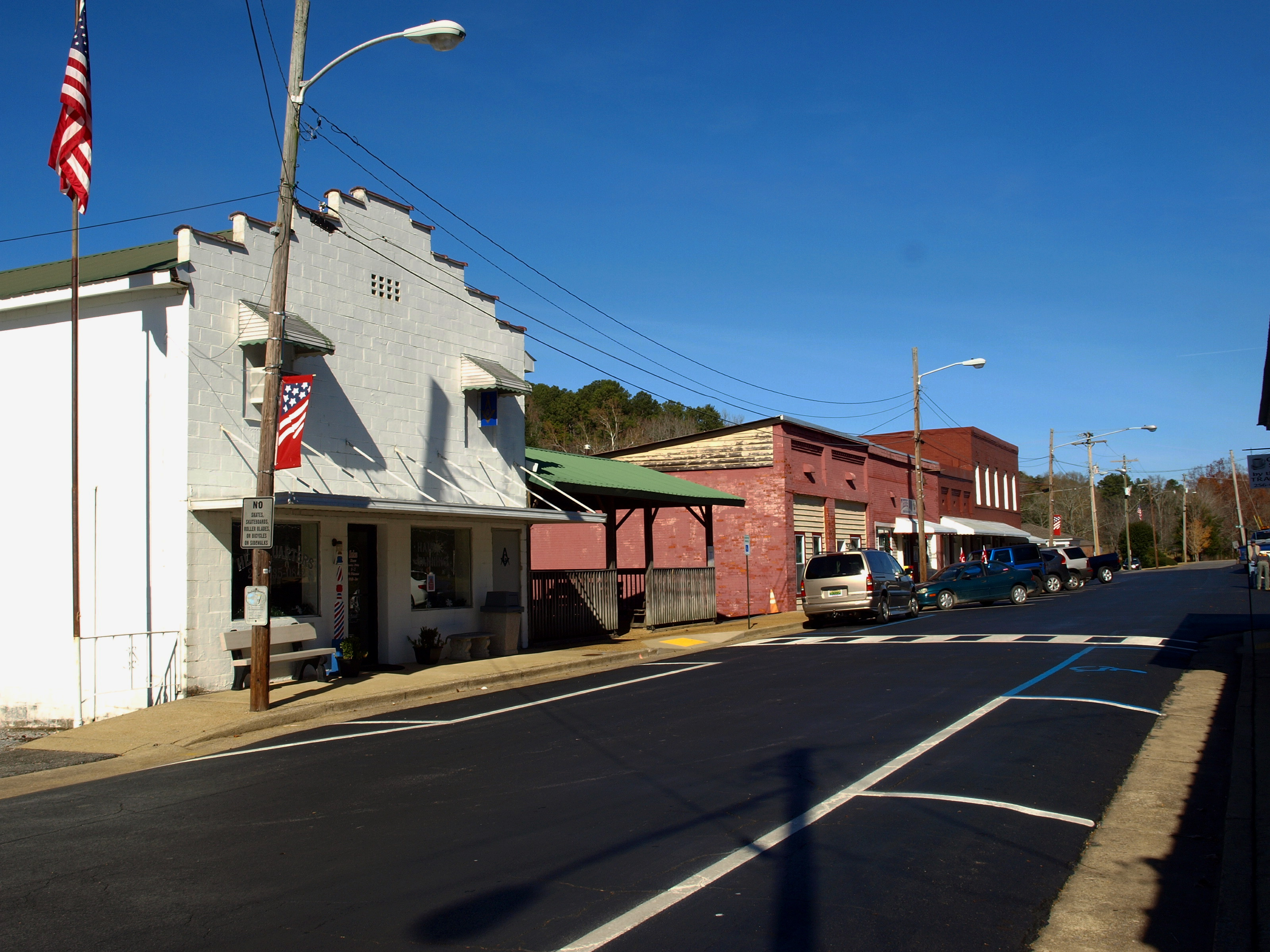
Commerce Avenue, Valley Head, Alabama

Valley Head is een plaats (town) in de Amerikaanse staat Alabama, en valt bestuurlijk gezien onder DeKalb County.

## Demografie
Bij de volkstelling in 2000 werd het aantal inwoners vastgesteld op 611.
In 2006 is het aantal inwoners door het United States Census Bureau geschat op 648, een stijging van 37 (6,1%).

## Geografie
Volgens het United States Census Bureau beslaat de plaats een oppervlakte van
9,0 km², geheel bestaande uit land. Valley Head ligt op ongeveer 448 m boven zeeniveau.

## Plaatsen in de nabije omgeving
De onderstaande figuur toont de plaatsen in een straal van 16 km rond Valley Head.